# 33932 Keane
33932 Keane este o planetă minoră (asteroid), cu un diametru de 9,563 km, din centura de asteroizi. A fost descoperită pe 6 iunie 2000 la Stația Anderson Mesa de Lowell Observatory Near-Earth-Object Search și a fost numită după Jacqueline V. Keane⁠(d). 
Obiectul prezintă o orbită caracterizată de o semiaxă mare de 3,0898783 UAi, o excentricitate de 0,2, o înclinație de 6,05293 ° în raport cu ecliptica.